# Diecéze Valence-Die-Saint-Paul-Trois-Châteaux
Diecéze Valence (-Die-Saint-Paul-Trois-Châteaux) (lat. Dioecesis Valentinensis (-Diensis-Tricastinensis), franc. Diocèse de Valence, Die et Saint-Paul-Trois-Châteaux) je francouzská římskokatolická diecéze. Leží na území departementu Drôme, jehož hranice přesně kopíruje. Sídlo biskupství i katedrála Saint-Apollinaire de Valence se nachází ve Valence. Diecéze je součástí lyonské církevní provincie.

## Biskup
Od 5. ledna 2024 je diecézním biskupem Mons. François Durand 

## Historie
Biskupství bylo ve Valence založeno v průběhu 4. století. Roku 1275 byla diecéze Valence sjednocena s diecézí Die do diecéze Valence-Die. Toto spojení bylo zrušeno v roce 1678, kdy se obě diecéze staly samostatnými.
V důsledku konkordátu z roku 1801 byly 29. listopadu 1801 zrušeny diecéze Saint-Paul-Trois-Châteaux a arcidiecéze Vienne, jejichž území bylo včleněno zčásti do diecéze Valence a diecéze Grenoble (v případě diecéze Vienne), resp. arcidiecéze avignonské (v případě diecéze Saint-Paul-Trois-Châteaux).
Dne 12. června 1911 byl změněn název diecéze na Valence-Die-Saint-Paul-Trois-Châteaux.
Od 8. prosince 2002 je diecéze Valence sufragánem lyonské arcidiecéze (do té doby byla sufragánní diecézí avignonské arcidiecéze).